# ویریکو
ویریکو (به لاتین: Veeriku) یک منطقهٔ مسکونی در استونی است که در شهرستان تارتو واقع شده‌است.

## خصوصیات
ویریکو ۲٫۸۱ کیلومترمربع مساحت و ۵٬۵۶۱ نفر جمعیت دارد.